# Polyctenium
Polyctenium é um género botânico pertencente à família Brassicaceae.